# Liste der Monuments historiques in Montgeard
Die Liste der Monuments historiques in Montgeard führt die Monuments historiques in der französischen Gemeinde Montgeard auf.

## Liste der Bauwerke
| Bezeichnung                       | Beschreibung                  | Standort | Kennzeichnung | Schutzstatus   | Datum     | Bild           |
| --------------------------------- | ----------------------------- | -------- | ------------- | -------------- | --------- | -------------- |
| Schloss                           | Erbaut im 16./17. Jahrhundert | (Lage)   | PA00094392    | Inscrit Classé | 1992 1995 |                |
| Château de Roquefoulet            | Schloss, erbaut 1818          | (Lage)   | PA31000050    | Inscrit        | 2001      |                |
| Kirche Notre-Dame-de-l’Assomption | Erbaut im 16. Jahrhundert     | (Lage)   | PA00094393    | Classé         | 1980      | weitere Bilder |